# Akuma to Love Song
Akuma to Love Song (悪魔とラブソング Akuma to Rabu Songu?) es una serie de manga shōjo escrita por Miyoshi Tomori, y serializada por primera vez en la revista quincenal Margaret de la editorial Shueisha.

## Sinopsis
Maria Kawai se transfiere a la escuela secundaria Totsuka después de ser expulsada de su escuela anterior, St. Katria, una escuela católica para niñas. Al entrar al salón de clases y escuchar a los estudiantes chismear, dice sin rodeos que el motivo de su expulsión fue un acto de violencia contra su maestra. La lengua afilada y la naturaleza franca que se esconde debajo de su hermoso rostro inmediatamente convierten a María en una marginada entre sus compañeros de clase. Después de todo, le dijeron que ella "contamina a los demás". Ella es como un espejo que refleja los personajes reales de las personas. Sin embargo, María espera un nuevo comienzo. Se las arregla para acercarse a dos de sus compañeros de clase después de que escuchan su hermoso canto. Uno es Yusuke Kanda, que es amable y amistoso con todos por fuera, pero por dentro no es así en absoluto. Él le enseña un "giro encantador" que debería ayudarla a llevarse mejor con los demás, pero la hace parecer aún más intimidante. María, aparentemente, no es una chica del tipo "adorable giro". El otro es Shin Meguro. Es alto, moreno y siempre frunciendo el ceño. Proveniente de una familia de músicos, supo de inmediato qué canción estaba cantando María. Meguro es un repatriado, pero María señala que debido a que carece de habilidades de comunicación, realmente no sabe hablar inglés. A lo largo del año María se enfrenta a muchos problemas, principalmente relacionados con llevarse bien con los demás, pero pronto los resuelve con la ayuda constante de sus amigos y la franqueza.

## Personajes
Maria Kawai
Shin Meguro
Yusuke Kanda
Teacher
Hana Ibuki
Tomoyo Kousaka
Ayu Nakamura
Anna Mouri

## Contenido de la obra

### Manga
El manga fue cmpletado con trece volúmenes publicados por Shueisha. También fue licensiado por Tong Li Publishing en Taiwán, Kana en Francia. Viz Media está lanzando la serie en formatos impresos y digitales en Estados Unidos y es publicado por Editorial Ivrea en España.